# Hans, der Grafensohn, und die schwarze Prinzessin
Hans, der Grafensohn, und die schwarze Prinzessin ist ein Märchen (AaTh 935, 307). Es steht in Ulrich Jahns Volksmärchen aus Pommern und Rügen an Stelle 16.

## Inhalt
Der jüngste Grafensohn Hans will nichts lernen. Der Vater lässt ihn Schweine hüten. Da wird er Soldat wie seine Brüder. Er kriegt Geld mit, das die anderen Soldaten bald mit ihm verprassen. Auf ihren Rat schreibt er heim, er sei zum Gefreiten, zum Fähnrich, zum Feldwebel, zum Leutnant befördert worden und kriegt mehr. Als er sich zum Hauptmann macht, will der Vater ihn besuchen, und es fliegt auf. Der König hat eine Tochter, die jede Nacht im Dom in einem Eisensarg aufgebahrt die Schildwache frisst, bis ein Jahr um wäre, keiner will mehr dort wachen. Auf Rat eines Männchens versteckt Hans sich eine Nacht in der Orgel, die zweite unterm Altar, die dritte im Sarg. Da ist die Königstochter erlöst, Hans wird König. Einmal besucht er mit 500 Mann seinen Vater, doch die Herberge unterwegs ist ein Räuberhaus. Allein im Hemd kommt er zum Vater, und alle Beteuerungen, er sei ja König, helfen nicht. Er wird verprügelt und muss wieder Schweine hüten. Das Männchen gibt ihm ein Pfeifchen, das sie Schweine tanzen lässt, da macht das Hüten Spaß, ein Großbauer kauft ihm teuer zwei Ferkel ab, doch der Vater hört, wie die Schweine abmagern und ertappt ihn. Hans’ Frau kommt nach, schlägt mit 300 Reitern die Räuber und stellt dem Grafen ihren Mann vor.

## Herkunft
Jahn gibt an: „Mündlich aus Quatzow, Kreis Schlawe.“ Das Märchen sei in Pommern verbreitet. In einer Variante aus „Ferdinandshof, Kr. Weckermünde“ sagt der König seiner Frau: „Du sollst mir ein Kind schenken, und wenn der leibhaftige Teufel drein schlägt!“ Der Held braucht das Geld für seine Eltern, drum hilft ihm auch das Graumännchen. „In der Umgegend von Schlawe“ zieht Hans einen Kreidekreis um sich (vgl. Nr. 54 Die Maränen). „In Petznick, Kreis Pyritz“ ist das Kind ist halb Teufel, die Helferin eine alte Frau.
Die Mutter wird durch den Tee einer alten Frau schwanger, das Kind vom Vater unbedacht verflucht, vgl. Grimms KHM 12 Rapunzel bzw. KHM 108 Hans mein Igel, zum kinderlosen Paar und zur Scheintoten auch Johann Karl August Musäus’ Richilde. Wie in Spukgeschichten muss sie Schlag Zwölf in den Sarg zurück, vgl. Johann Wilhelm Wolfs Die Leichenfresserin. Erlöst wird sie plötzlich weiß, in anderen Märchen, etwa Wolfs Die zwölf Brüder geschieht dies schrittweise. Den Vaterkonflikt könnte man als Verlorenen Sohn auffassen (Lk 15,11 ).
Walter Scherf zufolge wird die Tochter auch in anderen Fassungen stets durch magische Mittel empfangen, zugleich vom Vater verwünscht, oder er droht, sich scheiden zu lassen, wenn er kein Kind bekäme, oder übertritt ein Verbot, sie vor ihrem 14. Jahr anzuschauen. In einem unveröffentlichten Text der Brüder Grimm, Die Prinzessin im Sarge und die Schildwache, stehen die erwürgten Wachen zuletzt wieder auf, in Helena Kapełus’ und Julian Krzyżanowskis Von der verzauberten Königstochter (Sto baśni ludowych, Nr. 10) erbricht sie sie. Der Held ist stets ein Geringgeachteter. Jahns Beginn vom beinahe missratenen Sohn (AaTh 935) ist sonst ein anderes, schwankhaftes Märchen, gibt der Erlösten hier aber Gelegenheit, sich ihrerseits für ihn einzusetzen. Paul Zaunert verband das Märchen als Der Soldat und die schwarze Prinzessin in Deutsche Märchen seit Grimm mit einem Rahmen wie Wolfs Das goldne Königreich. Scherf nennt noch Wie Ivan Kaufmannssohn die Carevna gesundbetete (Ivan kupeče skij syn otčityvaet carevnu) in Narodnye russkie skazki und Nikolaus der Wundertäter (Nikolaj Čudotvorec’) von Dmitri Konstantinowitsch Selenin in Felix Karlingers und Bohdan Mykytiuks Legendenmärchen aus Europa (Die Märchen der Weltliteratur, 1967).
Die Art Zaubermärchen von der Prinzessin im Sarg (AaTh 307) ist besonders im Baltikum, aber auch im deutschsprachigen Raum, Europa ohne die britischen Inseln, außerhalb nur sporadisch verbreitet, scheint aus Sagen entstanden und vor allem mündlich überliefert worden zu sein. Frühester Beleg ist Grimms 1818 durch Familie von Haxthausen zugekommene Aufzeichnung. Nikolai Wassiljewitsch Gogols Novelle Wij von 1835 beruht auf einer Volkssage. Die Kombination mit der Heimkehr des verlorenen Sohnes (AaTh 935) gibt es mehrfach, häufiger aber Dankbarer Toter (AaTh 505–508), Giftmädchen (AaTh 507 C) oder Die zertanzten Schuhe (AaTh 306). Letztere Kombination findet sich beispielsweise in dem Werk Volksdichtung aus dem Kainachtal (Voitsberg 1935) von Walter Kainz, in dem sie den Titel Der silberne, der goldene und der gläserne Berg trägt.